# Revolutions per Minute (Rise Against)
Revolutions per Minute è il secondo album della band statunitense punk rock dei Rise Against. È stato pubblicato nel 2003 sotto la Fat Wreck Chords.
L'album ha avuto un'edizione limitata in vinile (tra le quali 217 in vinile rosso) che ora è fuori produzione. È l'ultimo lavoro della band sotto la Fat Wreck Chords, prima di passare alla Geffen Records con Siren Song of the Counter Culture.
Per commemorare il decimo anniversario dell'album, la Fat Wreck Chords ha pubblicato l'album come RPM10, il 28 maggio 2013. La ristampa presenta dieci tracce demo bonus e un packaging esteso.

## Temi
I temi maggiori di Revolutions Per Minute seguono le idee del gruppo sulla situazione sociopolitica internazionale (Blood Red, White and Blue, colori della bandiera statunitense) e indagano sui possibili problemi di un uomo e delle sue relazioni (Like the Angel e Heaven Knows).

## Tracce
1. Black Masks and Gasoline – 3:00
2. Heaven Knows – 3:23
3. Dead Ringer – 1:31
4. Halfway There – 3:41
5. Like the Angel – 2:46
6. Voices Off Camera – 2:17
7. Blood Red, White, and Blue – 3:38
8. Broken English – 3:25
9. Last Chance Blueprint – 2:14
10. To the Core – 1:33
11. Torches – 3:41
12. Amber Changing – 3:38
13. Any Way You Want It (cover dei Journey) – 2:57

### RPM10 Bonus Track
1. "Black Masks & Gasoline (Demo)" – 2:55
2. "Heaven Knows (Demo)" – 3:21
3. "Halfway There (Demo)" – 3:41
4. "Like the Angel (Demo)" – 2:50
5. "Voices Off Camera: (Demo)" – 2:16
6. "Blood-Red, White, & Blue (Demo)" – 3:38
7. "Broken English (Demo)" – 3:27
8. "Last Chance Blueprint (Demo)" – 2:13
9. "Torches (Demo)" – 3:41
10. "Amber Changing (Demo)" – 2:53

## Singoli
- Like the Angel (2003)
- Heaven Knows (2003)

## Formazione
- Tim McIlrath – voce, chitarra
- Chris Chasse - chitarra, voce secondaria
- Joe Principe – basso, voce secondaria
- Brandon Barnes – batteria